# Триходерма
Триходе́рма (лат. Trichodérma) — род грибов-аскомицетов семейства Гипокрейные (Hypocreaceae). Ранее это название относилось только к анаморфной стадии гриба, а телеоморфа именовалась Hypócrea.

## Описание
Анаморфная форма Trichoderma развивается в почве, на влажных стенах зданий и внутри стволов деревьев. Конидии имеют зелёную, реже белую или желтую окраску.
Телеоморфная стадия Hypocrea встречается на древесине и на живом разлагающемся мицелии других грибов. Мицелий на этой стадии может быть яркоокрашенным или неокрашенным размером до нескольких сантиметров. Виды Hypocrea формируют восемь асков. На начальных стадиях развития они покрыты единой оболочкой. В каждом аске насчитывается по 16 спор.

## Классификация
Род Trichoderma был описан Християном Персоном в составе гастеромицетов. Род Hypocrea описан Элиасом Фраем в 1821 году. Связь между этими родами на примере Trichoderma viride и Hypocrea rufa была доказана Луи Тюланом, Шарлем Тюланом и Оскаром Брефельдом. К этому роду по разным оценкам относятся от 200 до 400 видов. Некоторые из описанных видов могут оказаться синонимами других видов, а часть из них, возможно, относятся к другим родам. Положение рода Trichoderma дискуссионное. Только часть видов, определённых как Trichoderma являются анаморфами аскомицетов рода Hypocrea, другие относят к несовершенным грибам.

### Некоторые виды
- Trichoderma citrinum (Pers.) Jaklitsch et al., 2014 — Гипокрея лимонно-жёлтая
- Trichoderma atroviride P.Karst., 1892
- Trichoderma aureoviride Rifai, 1969
- Trichoderma citrinoviride Bissett, 1984
- Trichoderma gelatinosum P.Chaverri & Samuels, 2003 — Гипокрея студенистая
- Trichoderma hamatum (Bonord.) Bainier, 1906 — Триходерма крючковатая
- Trichoderma harzianum Rifai, 1969
- Trichoderma koningii Oudem., 1902 — Триходерма Конинга
- Trichoderma longibrachiatum Rifai, 1969
- Trichoderma minutisporum Bissett, 1992
- Trichoderma pulvinatum (Fuckel) Jaklitsch & Voglmayr, 2013 — Гипокрея подушковидная
- Trichoderma reesei E.G.Simmons, 1977
- Trichoderma strictipile Bissett, 1992
- Trichoderma virens (J.H.Mill. et al.) Arx, 1987
- Trichoderma viride Pers., 1794 — Триходерма зелёная

## Хозяйственное значение
Многие представители рода анаморфной стадии нашли широкое практическое применение. Ферменты, продуцируемые этими грибами, используются для производства пищевых продуктов, в целлюлозно-бумажной и текстильной промышленности. С их помощью производят спирт и кормовые добавки. Способность этих грибов разрушать целлюлозу используется для утилизации отходов, очистки почв и получения компостов. Антибиотики позволяют получать препараты для биологического контроля патогенных организмов и активации роста растений, а также применяются в создании трансгенных растений. Обнаружена способность метаболитов триходермы снижать жизнедеятельность насекомых.
Бесцветная жидкость с характерным кокосовым ароматом, биологически вырабатываемая видами триходерма, называется 6-Амил-α-пирон.

## Генетика
Для всех видов рода в базе данных GenBank имеется информация хотя бы об одном гене.